# Liste des maires d'Avezac-Prat-Lahitte

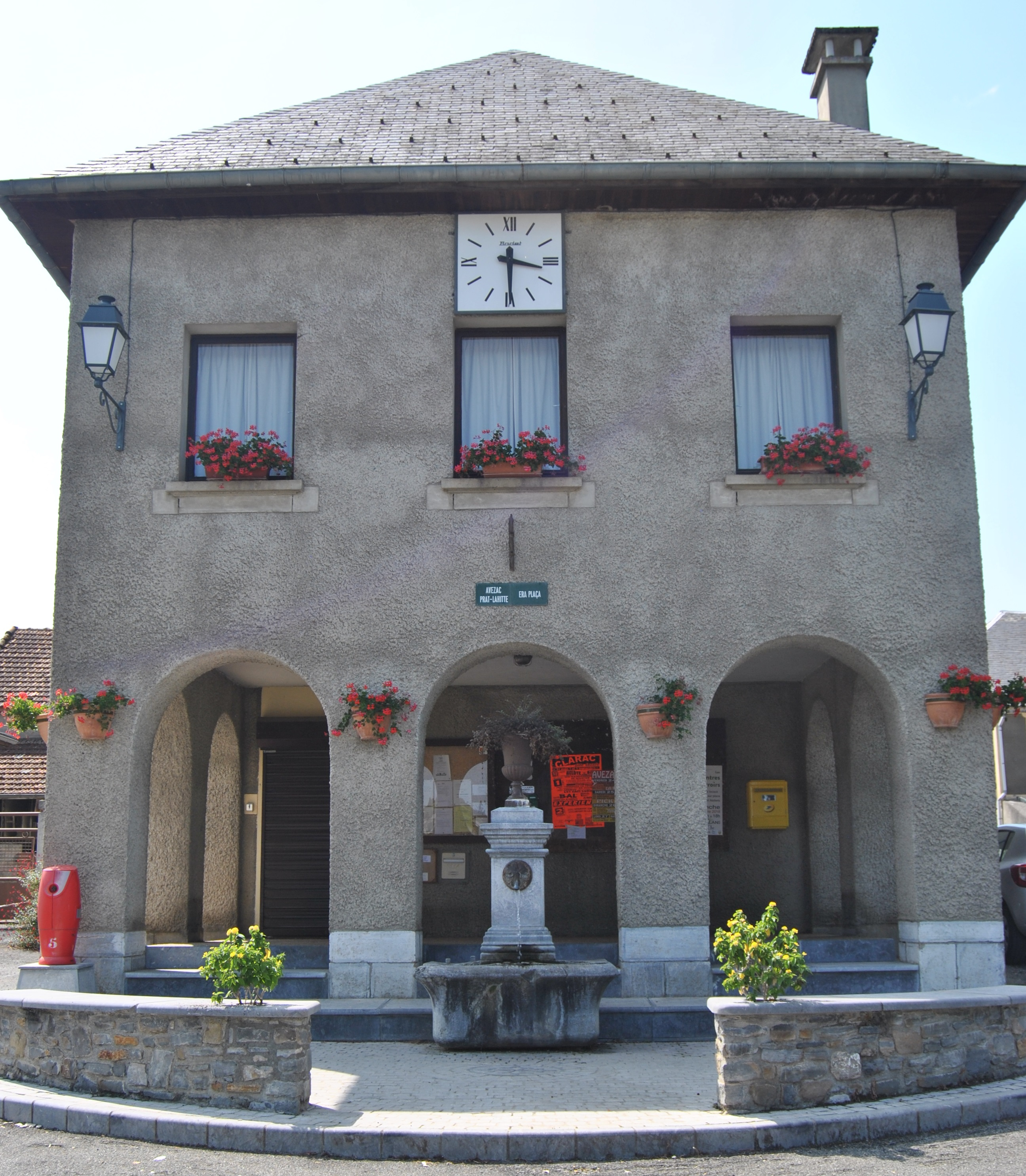
Mairie d'Avezac-Prat-Lahitte.

Cet article dresse une liste par ordre de mandat des maires d'Avezac-Prat-Lahitte.

## Liste des maires
| Période      | Période                       | Identité               | Étiquette | Qualité     |
| ------------ | ----------------------------- | ---------------------- | --------- | ----------- |
| 1792         | 1794                          | Pierre Bernigole       |           |             |
| 1794         | 1810                          | Damien Tajan           |           |             |
| 1810         | 1815                          | Simon Sorcade          |           |             |
| 1815         | 1835                          | Jean Piquet            |           |             |
| 1835         | 1841                          | Jean Baptiste Verdier  |           |             |
| 1841         | 1847                          | Baptiste Miegevielle   |           |             |
| 1847         | 1848                          | Pierre Bernigole       |           |             |
| 1848         | 1870                          | Pierre Carrère         |           |             |
| 1870         | 1871                          | Toussaint Prat         |           |             |
| 1871         | 1876                          | Jacques Duthu          |           |             |
| 1876         | 1881                          | Toussaint Prat         |           |             |
| 1881         | 1888                          | Baptiste Duclos        |           |             |
| 1888         | 1890                          | Toussaint Prat         |           |             |
| 1890         | 1896                          | Baptiste Duclos        |           |             |
| 1896         | 1904                          | Baptiste Tajan         |           |             |
| 1904         | 1906                          | Bertrand Carrère       |           |             |
| 1906         | 1907                          | Jean-Baptiste Duprat   |           |             |
| 1907         | 1912                          | Baptiste Tajan         |           |             |
| 1912         | 1919                          | Baptiste Carrère       |           |             |
| 1919         | 1925                          | Jean-Baptiste Tajan    |           |             |
| 1925         | 1929                          | Pierre Serres          |           |             |
| 1929         | 1935                          | Jean-Baptiste Tajan    |           |             |
| 1935         | 1941                          | Charles Auguste Beyret |           |             |
| 1941         | 1944                          | Armand Vidailhet       |           |             |
| 1944         | 1944                          | Marie Gabriel Puyo     |           | Instituteur |
| 1944         | 1959                          | Baptiste Sarrat        |           |             |
| 1959         | 19 mars 1989                  | Jean-Baptiste Bégué    |           |             |
| 19 mars 1989 | En cours (au 31 juillet 2020) | Albert Bégué           | Sans      | Agriculteur |

## Pour approfondir